# Gaspar de Molina y Oviedo
Gaspar de Molina y Oviedo OSA (ur. 6 stycznia 1679 w Méridzie, 30 sierpnia 1744 w Madrycie) – hiszpański kardynał.

## Życiorys
Urodził się 6 stycznia 1679 roku w Méridzie, jako syn Gaspara de Moliny y Cortiny i Maríi de Oviedo y Triany. W 1694 roku wstąpił do zakonu augustianów i 15 sierpnia następnego roku złożył profesję wieczystą. Następnie został wykładowcą i definitorem generalnym zakonu. 11 września 1730 roku został biskupem Santiago de Cuba, a 24 lutego 1731 roku przyjął sakrę. 18 czerwca został przeniesiony do diecezji Barcelony, a trzy lata później – do diecezji Malagi. Nigdy nie odwiedził żadnej ze swoich diecezji. 20 grudnia 1737 roku został kreowany kardynałem prezbiterem, lecz nie otrzymał kościoła tytularnego. Zmarł 30 sierpnia 1744 roku w Madrycie.